# 카를하인츠 메츠너
칼-하인츠 "갈라" 메츠너(독일어: Karl-Heinz "Gala" Metzner; 1923년 1월 9일~1994년 10월 25일)는 독일의 전 축구 선수이다. 그는 카셀 출신이다.
그는 서독 국가대표팀 일원으로 1954년 월드컵을 우승했다. 그는 서독 국가대표팀 경기에 총 2번 출전했다. 현역 시절, 그는 헤센 카셀에서 주로 활약했다.
그는 불과 17세에 독일 국가대표팀 훈련에 발탁되었으나, 제2차 세계 대전이 발발하면서, 메츠너의 장밋빛 전망이 사라졌다. 메츠너는 군역을 복역하다가 손을 부상당했고, 이후 평생 손 한쪽을 온전히 쓰지 못하게 되었다. 종전 후, 메츠너는 헤센 카셀에서 안쪽 공격수와 돌출형 수비수로 활약했다. 그는 1952년에 유고슬랑비아와의 국제 친선전을 앞두고 제프 헤어베어거 감독의 부름을 받아 서독 국가대표팀에 발탁되었지만, 본 경기에 결장했다. 그의 첫 국가대표팀 경기는 1주 후인 마드리드에서의 스페인전이었다. 그는 비록 1954년 월드컵에 서독 선수단 일원으로 참가했지만, 메츠너는 돌출형 수비수로 호어스트 에켈과 칼 마이가, 안쪽 공격수로는 막스 모얼로크와 프리츠 발터가 굳건히 버텨 돌출형 수비수로든 안쪽 공격수로든 선발 명단에 이름을 올릴 수 없었다.
메츠너는 1961년 8월 5일에 카셀과 라드니츠키 베오그라드 간의 경기를 끝으로 축구화를 벗었다. 그는 헤센 카셀 소속으로 620번 출전했다. 메츠너는 1994년에 심부전으로 영면에 들었다.